# Roland La Starza
Roland La Starza (* 12. Mai 1927 in Van Nest, Bronx, New York City; † 30. September 2009 in Port Orange, Florida) war ein US-amerikanischer Boxer und Schauspieler.

## Werdegang

### Amateurlaufbahn
La Starza, der Nachfahre italienischer Einwanderer in die Vereinigten Staaten, lebte in New York. Dort kam er auch zum Boxen. 1944 nahm er als Siebzehnjähriger an den 17. US Intercity „Golden Gloves“-Championships in New York teil und belegte im Halbschwergewicht mit einem Punktsieg über Vince Di Venti den 3. Platz. Im März 1945 startete er bei den New York „Golden Gloves“-Championships und gewann diese Meisterschaft mit einem Techn. K.-o.-Sieg in der 1. Runde über Ernie Proster und einem K.-o.-Sieg in der 2. Runde über Steve De Luca. Im April dieses Jahres musste er sich in Chicago bei den 18. US Intercity „Golden Gloves“-Championships im Finale Adolfo Quijano nach Punkten geschlagen geben.

### Profilaufbahn
1947 wurde La Starza Profi. Seinen ersten Kampf bestritt er am 7. Juli 1947 in Long Island City. Dabei besiegte er im Schwergewicht seinen Landsmann Dave Glanton nach Punkten. In den ersten drei Jahren seiner Profilaufbahn war er sehr erfolgreich. Er bestritt bis Ende 1949 37 Kämpfe, die er alle gewann. Am 2. Oktober 1949 besiegte er in New York den Argentinier Cesar Brion nach Punkten. Cesar Brion war der prominenteste und beste Schwergewichtsboxer, den La Starza bis dahin geschlagen hatte.
Zu Beginn des Jahres 1950 kristallisierten sich mehrere Boxer heraus, die als sog. „weiße Hoffnungen“ galten. Zwei davon waren La Starza und Rocky Marciano. Von 1937 bis 1952 hatten „farbige“ Boxer den Weltmeistertitel im Schwergewicht inne, nämlich Joe Louis, Ezzard Charles und Jersey Joe Walcott. La Starza und Rocky Marciano trafen am 24. März 1950 in New York aufeinander. Wie La Starza war auch Rocky Marciano italienischer Abstammung und bis dato ungeschlagen. Der Kampf zwischen beiden endete mit einem äußerst knappen und umstrittenen 2:1-Punktsieg von Rocky Marciano. In der Weltrangliste von Nat Fleischer im Box-Fachblatt „The Ring“ vom Juni 1950 rangierte nach diesem Kampf Rocky Marciano auf Platz 7 und La Starza auf Platz 8. Zu diesen beiden sog. „weißen Hoffnungen“ kamen etwas später noch Dan Bucceroni und Rex Layne hinzu.
1951 bestritt La Starza sechs siegreiche Kämpfe hintereinander, den siebten Kampf verlor er aber am 21. Dezember 1951 in New gegen Dan Bucceroni, der ihn nach zehn Runden nach Punkten bezwang. Für diese Niederlage revanchierte er sich am 30. Mai 1952 in New York mit einem Punktsieg über Bucceroni nach zehn Runden.
Am 23. September 1952 wurde in New York Rocky Marciano mit einem K.-o.-Sieg in der 13. Runden über Jersey Joe Walcott neuer Weltmeister im Schwergewicht. Am 13. Februar 1953 kam La Starza in New York zu einem klaren Punktsieg über Rex Layne und war damit erster Anwärter auf einen Titelkampf gegen Rocky Marciano. Dieser Kampf fand am 24. September 1953 in New York statt. La Starza lieferte Marciano einen guten Kampf, musste aber in der 11. Runde vom Ringrichter Goldberg verteidigungsunfähig aus dem Kampf genommen werden, nachdem er von Rocky Marciano mit einem regelrechten Schlaghagel eingedeckt wurde.
Nach dieser Niederlage erreichte La Starza nie mehr die Form früherer Kämpfe. Am 30. März 1954 unterlag er in Kensington dem britischen Meister Don Cockell nach Punkten. In der Weltrangliste vom Mai 1954 in „The Ring“ stand er aber immer noch an Rang 7 (s. Box Sport Nr. 24/1954, Seite 8). Dies änderte sich aber, als er am 1. Dezember 1954 in Cleveland gegen Charley Norkus nach Punkten verlor. 1955 bestritt er nur einen Kampf, der mit einer schweren K.-o.-Niederlage in der fünften Runde gegen den Kubaner Julio Mederos endete. 1956 war La Starza inaktiv.
Von 1957 bis 1961 bestritt er gegen meist unbedeutende Gegner noch sechs Kämpfe, von denen er vier gewann und zwei verlor. Seinen letzten Kampf bestritt La Starza am 8. Mai 1961 in San Francisco, in dem er gegen Monroe Ratcliff nach Punkten verlor.

### Karriere als Schauspieler
Nach dem Ende seiner Boxerlaufbahn startete La Starza eine erfolgreiche Karriere als Schauspieler. Er wirkte vor allem in vielen US-amerikanischen Fernsehserien mit. Zuletzt lebte er mit seiner Familie in Florida, wo er 2009 auch verstarb.